# إي. برينت برايسون
إي. برينت برايسون (بالإنجليزية: E. Brent Bryson)‏ هو محامي أمريكي، ولد في 19 يوليو 1957.